# Прилуки (Онежский район)
Прилу́ки — деревня в Онежском районе Архангельской области. Входит в состав Чекуевского сельского поселения.

## География
Деревня находится на левом берегу реки Онеги, при устье реки Шомокши, в 131,1 км от города Онеги (126,5 км по автодороге «Онега — Ярнема — Каргополь», съезд 2,6 км до деревни Хаяла и переправа через р. Онегу — 2 км).

## История
Первое письменное упоминание (в форме «Прилук») в документах Кожеозерского монастыря за 1606 год.
С 1785 года по 1841 год село — центр Прилукской волости Онежского уезда Архангельской губернии.
С 1841 года по 1897 год — в составе Мардинской волости, Прилукское сельское общество.
С 1897 года по 1919 год — центр Прилукской волости.
С 1919 года — центр Прилукского сельского совета Онежского района.
С 1992 года — центр Прилукской администрации. С 2006 года — в Чекуевском сельском поселении.

## Население
| 1918 | 1920 | 1998 | 2002 | 2010 | 2012 |
| ---- | ---- | ---- | ---- | ---- | ---- |
| 237  | ↗262 | ↘161 | ↘123 | ↘103 | →103 |

Население деревни, по данным Всероссийской переписи населения 2010 года, составляет 103 человека.
На 1817 год в Прилукском приходе (16 деревень) числилось 1349 жителей при 233 дворах.
На 1895 год — 3010 человек при 525 дворах.
На 1918 год население села Прилуки (Прилук) составляло 237 жителей при 75 дворах.
На 1920 год — 262 жителя при 73 дворах.
На 1998 год — 161 житель при 76 наличных постоянных хозяйствах.

## Хозяйственный статус
В период коллективизации в селе организован колхоз им. Молотова.
С 1965 года — бригада совхоза «Прилукский».
С 1993 года — в составе ТОО «Прилукское».